# Ivano Bonetti
Ivano Bonetti (Brescia, Provincia de Brescia, Italia, 1 de agosto de 1964) es un exfutbolista, director técnico y profesor italiano. Se desempeñaba en la posición de centrocampista. Su hermano Dario también fue futbolista.

## Clubes

### Como futbolista
| Club            | País       | Año       |
| --------------- | ---------- | --------- |
| Brescia Calcio  | Italia     | 1981-1984 |
| Genoa C. F. C.  | Italia     | 1984-1985 |
| Juventus F. C.  | Italia     | 1985-1987 |
| Atalanta B. C.  | Italia     | 1987-1988 |
| Bologna F. C.   | Italia     | 1988-1990 |
| U. C. Sampdoria | Italia     | 1990-1993 |
| Bologna F. C.   | Italia     | 1993-1994 |
| Torino F. C.    | Italia     | 1994-1995 |
| Brescia Calcio  | Italia     | 1995      |
| Grimsby Town    | Inglaterra | 1995-1996 |
| Tranmere Rovers | Inglaterra | 1996-1997 |
| Crystal Palace  | Inglaterra | 1997      |
| Genoa C. F. C.  | Italia     | 1997-1999 |
| Sestrese Calcio | Italia     | 1999-2000 |
| Dundee F. C.    | Escocia    | 2000-2002 |

### Como entrenador
| Club         | País    | Año       |
| ------------ | ------- | --------- |
| Dundee F. C. | Escocia | 2000-2002 |

## Palmarés

### Como futbolista

#### Campeonatos nacionales
| Título  | Club            | País   | Año     |
| ------- | --------------- | ------ | ------- |
| Serie A | Juventus F. C.  | Italia | 1985-86 |
| Serie A | U. C. Sampdoria | Italia | 1990-91 |

#### Copas internacionales
| Título                | Club           | País   | Año  |
| --------------------- | -------------- | ------ | ---- |
| Copa Intercontinental | Juventus F. C. | Italia | 1985 |